# Campionati del mondo di ciclismo su pista 2010 - Inseguimento a squadre femminile
L'inseguimento a squadre è stato uno dei nove eventi femminili disputati ai Campionati del mondo di ciclismo su pista 2010 di Ballerup, in Danimarca. La selezione australiana, formata da Ashlee Ankudinoff, Sarah Kent e Josephine Tomic, ha vinto la medaglia d'oro battendo nella manche finale il Regno Unito. La Nuova Zelanda, vincitrice della medaglia di bronzo, ha fatto registrare il nuovo record del mondo con 3'21"552.
La gara ha visto la partecipazione di 15 squadre per un totale di 45 atlete. La fase di qualificazione e la finale si sono disputate entrambe il 25 marzo 2010.

## Record del mondo
| Record del mondo | Record del mondo | Record del mondo | Record del mondo | Record del mondo |
| ---------------- | ---------------- | ---------------- | ---------------- | ---------------- |
| WR               | 3'21"875         | Regno Unito      | Manchester       | 1º novembre 2009 |

## Risultati

### Qualificazioni
| Manche | Paese         | Ciclisti                                                | Tempo    | Pos. | Note |
| ------ | ------------- | ------------------------------------------------------- | -------- | ---- | ---- |
| 1      | Polonia       | Edyta Jasinska Katarzyna Pawłowska Malgorzata Wojtyra   | 3'32"035 | 12   |      |
| 2      | Italia        | Monia Baccaille Alessandra Borchi Tatiana Guderzo       | 3'34"329 | 14   |      |
| 3      | Cina          | Fan Jiang Wenwen Jiang Jing Liang                       | 3'28"194 | 10   |      |
| 4      | Stati Uniti   | Dotsie Bausch Sarah Hammer Lauren Tamayo                | 3'24"661 | 4    | Q    |
| 5      | Russia        | Тat'jana Аntošina Anastasia Chulkova Victoria Kondel    | 3'28"644 | 11   |      |
| 6      | Francia       | Sophie Creux Fiona Dutriaux Pascale Jeuland             | 3'32"199 | 13   |      |
| 7      | Ucraina       | Yelizaveta Bochkarova Svitlana Galiuk Lesya Kalitovska  | 3'27"662 | 8    |      |
| 8      | Belgio        | Jessie Daams Jolien D'Hoore Kelly Druyts                | 3'27"690 | 9    |      |
| 9      | Germania      | Charlotte Becker Lisa Brennauer Verena Joos             | 3'27"236 | 7    |      |
| 10     | Lituania      | Svetlana Pauliukaite Vilija Sereikaite Ausrine Trebaite | -        | -    | DSQ  |
| 11     | Canada        | Laura Brown Stephanie Roorda Tara Whitten               | 3'26"132 | 6    |      |
| 12     | Paesi Bassi   | Vera Koedooder Amy Pieters Ellen van Dijk               | 3'25"156 | 5    |      |
| 13     | Australia     | Ashlee Ankudinoff Sarah Kent Josephine Tomic            | 3'23"161 | 1    | Q    |
| 14     | Nuova Zelanda | Rushlee Buchanan Lauren Ellis Alison Shanks             | 3'24"405 | 3    | Q    |
| 15     | Regno Unito   | Elizabeth Armitstead Wendy Houvenaghel Joanna Rowsell   | 3'23"369 | 2    | Q    |

### Finali
Australia e Gran Bretagna, le due classificate con il miglior tempo nelle qualificazioni, si affrontano direttamente per la medaglia d'oro; Nuova Zelanda e Stati Uniti, rispettivamente terza e quarta, per il bronzo.

#### Gara per l'oro
| Posiz | Paese       | Tempo    |
| ----- | ----------- | -------- |
| 1     | Australia   | 3'21"748 |
| 2     | Regno Unito | 3'22"287 |

#### Gara per il bronzo
| Posiz | Paese         | Tempo       |
| ----- | ------------- | ----------- |
| 3     | Nuova Zelanda | 3'21"552 WR |
| 4     | Stati Uniti   | 3'24"571    |